# Lavírování

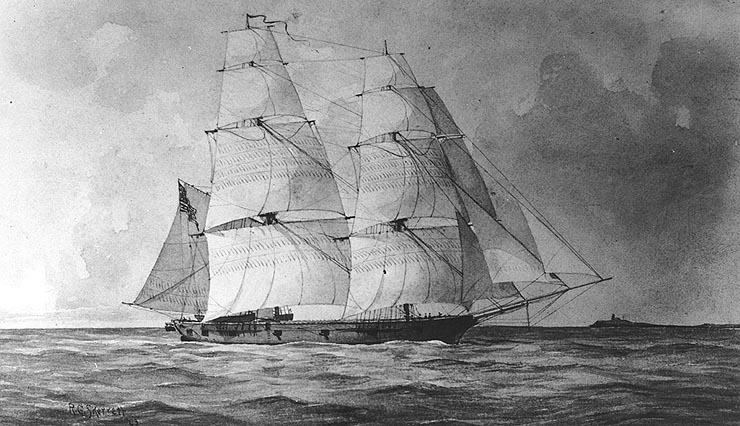
Obraz USS Bainbridge. Autor R. G. Skerrett

Lavírování (z latinského lavare – mýt) je výtvarná technika, která využívá rozmývání slabě pigmentové barvy na mokrém nebo suchém podkladu (papír, šepsované plátno nebo čisté plátno). Výsledkem je hladký a jednotný povrch, který v ideálním případě nevykazuje známky použití štětce a je poloprůhledný. Technika suchého štětce se považuje za opak lavírování.
Lavírování docílíme použitím velkého množství rozpouštědla s malým množstvím barvy. Barva se skládá z pigmentu a pojiva, které dovoluje pigmentu ulpívat na povrchu. Rozpouštědlo ředí pojivo, a tím umožňuje rozmývání barvy. Lavírováním tak vznikají jemné a křehké lazury. Pokud však použijeme akvarelové barvy ředěné arabskou gumou na vysoce absorpční papír, efekt je dlouhotrvající. Proto je akvarelová barva k lavírování používaná nejčastěji.

## Postup
- Štětec se namočí v barevném roztoku – z barev lze použít tuš, akrylovou barvu, temperu nebo akvarel. Barva by měla být řádně rozmíchaná, aby pigment neulpíval na štětci. Namočený štětec se poté aplikuje na suchý nebo vlhký povrch. Lavírování se nejčastěji používá na velké plochy, nanáší se pomocí velkého štětce.
- S barvou na olejové bázi, jako je olejová barva, se používá podobná technika, pouze místo vody se použije terpentýn nebo jiná rozpouštědla. Namočený štětec se poté aplikuje na suchý nebo rozpouštědlem ošetřený povrch. Protože olejová barva schne déle než barva na vodové bázi, přetírání nebo rozmývání barvy může zásadně měnit výraz lavírování. Techniku rozmývaných olejových a akrylových barev využívali američtí výtvarní umělci Jackson Pollock, Mark Rothko, Morris Louis, Sam Francis, Paul Jenkins, Helen Frankenthaler, Jules Olitski, Friedel Dzubas, Ronnie Landfield.[1]